# كارلوس كاسترو (كاتب)
كارلوس كاسترو (بالبرتغالية: Carlos Castro‏) هو صحفي وكاتب ومؤلف برتغالي، ولد في 5 أكتوبر 1945 في ناميبي في أنغولا، وتوفي في 7 يناير 2011 في نيويورك في الولايات المتحدة بسبب إصابة كليلة.